# Liste der Kulturdenkmale in Berlin-Fennpfuhl

Lage von Fennpfuhl in Berlin

In der Liste der Kulturdenkmale von Berlin-Fennpfuhl befinden sich die denkmalgeschützten Kulturbauten des Ortsteils Fennpfuhl im Bezirk Lichtenberg in Berlin.

## Baudenkmale
| Nr.      | Lage                             | Offizielle Bezeichnung        | Beschreibung | Bild                                             |
| -------- | -------------------------------- | ----------------------------- | --- | ------------------------------------------------ |
| 09040232 | Erich-Kuttner-Straße 9–15 (Lage) | Mietshaus, Experimentalbau P2 | 1961–1962 nach Entwurf von Achim Felz, Herbert Kuschy und Wilfried Stallknecht |                                                  |
| 09040235 | Franz-Jacob-Straße 16–18 (Lage)  | Fabrik (Lederkontor)          | Hauptgebäude, um 1905 | Hauptgebäude VKL von der Seite Landsberger Allee |
| 09040235 | Franz-Jacob-Straße 16–18 (Lage)  | Fabrik (Lederkontor)          | Nebengebäude, um 1905 | Die denkmalgeschützte Fabrik hinter der Mauer    |
| 09040224 | Karl-Lade-Straße 79 (Lage)       | Villa                         | 1896 Der Königliche Hofgärtnereibesitzer Schultz ließ sich diese Villa errichten, er unterhielt auf den Nachbarflächen seine Gärtnerei. Zwischen 1904 und 1952 gab es weitere Eigentümer, dann gelangte das Haus in kommunalen Besitz. Zwischen 1972 und 1984 diente es als Sitz der Bauleitung für das Neubauviertel Fennpfuhl. Ab 1986 (bis April 2007) wurde die Villa als Standesamt des Rathauses Lichtenberg genutzt. – Im Herbst 2007 erwarb der Catering-Unternehmer Wolfgang Looß die Villa, der sie seitdem schrittweise denkmalgerecht wieder herrichten lässt und einen Treffpunkt für die Anwohner und Ort für stilvolle Familienfeiern hier betreibt. In Absprache mit dem Bezirksamt können seit Februar 2008 auch wieder Hochzeiten hier stattfinden. | eh. Hofbeamtenvilla                              |